# Ordine di competenza legislativa
In Galles, un ordine di competenza legislativa (LCO; pronunciato 'elco') è un atto legislativo costituzionale nella forma di un Ordine in Consiglio. Ha trasferito l'autorità legislativa del Parlamento del Regno Unito all'Assemblea nazionale per il Galles. L'LCO deve essere approvato dall'Assemblea, dal Segretario di Stato per il Galles, da entrambe le Camere del Parlamento e poi dalla Regina in Consiglio.
Ogni LCO ha aggiunto una "Materia" a uno dei "Campi" indicati nell'Allegato 5 del Government of Wales Act 2006. Questo è l'elenco delle aree in cui l'Assemblea nazionale del Galles può legiferare. L'unico altro modo in cui l'Allegato 5 può essere modificato è l'inclusione di disposizioni nei progetti di legge parlamentari del Regno Unito (denominati "Poteri quadro" dal governo britannico e "Poteri di misura" dall'Assemblea nazionale).
Ogni materia ha poi dato all'Assemblea nazionale per il Galles il permesso di approvare una legge nota come misura dell'Assemblea, che opera in Galles proprio come una legge del Parlamento opera in tutto il Regno Unito (cioè può essere applicata dai tribunali). Una misura dell'Assemblea consente di prendere provvedimenti in una determinata area, ad esempio, sanità e servizi sociali, istruzione, affinché la misura passi.
Il testo fornito con l'LCO contiene il titolo effettivo della legislazione (Misura) che sarebbe stata approvata dall'Assemblea gallese in seguito, ad esempio "Disposizioni sul curricolo nelle scuole gestite dalle autorità educative locali" apparirebbe sul LCO e costituirebbe in seguito il titolo della Misura una volta redatto.
A seguito di un referendum tenutosi nel marzo 2011, l'assemblea ha ottenuto la capacità di approvare progetti di legge per atti dell'Assemblea in tutte le venti aree devolute senza la necessità del consenso del parlamento britannico. L'assemblea ha anche perso la capacità di approvare le misure dell'Assemblea, con il risultato che il processo LCO è diventato ridondante. In totale, tra il 2007 e il 2011 sono stati realizzati quindici LCO.